# Synchaetidae
Famille
Les Synchaetidae constituent une famille de rotifères de l'ordre des Ploima.

## Liste des genres et espèces
Selon Catalogue of Life (23 août 2017) :
- genre Ploesoma ;
- genre Polyarthra ;
- genre Pseudoploesoma ;
- genre Synchaeta.

Selon ITIS (23 août 2017) :
- genre Ploesoma Herrick, 1885 ;
- genre Polyarthra Ehrenberg, 1834 ;
- genre Pseudoploesoma Myers, 1938 ;
- genre Synchaeta Ehrenberg, 1832.

Selon NCBI (23 août 2017) :
- genre Ploesoma ;
  - Ploesoma hudsoni ;
  - Ploesoma truncatus ;
- genre Polyarthra ;
  - Polyarthra dolichoptera ;
  - Polyarthra remata ;
  - Polyarthra vulgaris ;
  - Polyarthra dolichoptera complex sp. UO-2013 ;
- genre Synchaeta ;
  - Synchaeta grandis ;
  - Synchaeta kitina ;
  - Synchaeta lakowitziana ;
  - Synchaeta pectinata ;
  - Synchaeta tremula ;
  - Synchaeta tremuloida.

Selon World Register of Marine Species (23 août 2017) :
- genre Ploesoma Herrick, 1885 ;
- genre Polyarthra Ehrenberg, 1834 ;
- genre Synchaeta Ehrenberg, 1832.